# フィデス＝ハンガリー市民同盟
フィデス＝ハンガリー市民同盟（フィデス ハンガリーしみんどうめい、ハンガリー語: Fidesz-Magyar Polgári Szövetség）は、1988年に設立されたハンガリーの政党。略称はフィデス（Fidesz-MPSZ、Fidesz）。「フィデス・ハンガリー市民連盟」と表記される場合もある。
旧名は青年民主同盟（Fiatal Demokraták Szövetsége、略称：フィデス、Fidesz）、フィデス＝ハンガリー市民党（Fidesz-Magyar Polgári Párt）。

## 歴史

### 結成と初の議会選挙（1988年-1990年）
1988年3月に大学の寄宿自主研究施設であるビボー・イシュトヴァーン・コレギウムで37名の若い法学者・経済学者・学生らにより青年民主同盟として結成された。結成直後、共産主義政権下で認められていない政治団体の結成であるとして、官憲により解散を迫られた。結成当時は入党資格を35歳以下の者に限定し、党首を置かず、6名からなる対外代表制度をとった。強硬な反共主義で知られ、6月16日のナジ・イムレ首相（1956年のハンガリー動乱で捕えられ1958年6月に処刑される）処刑記念日、10月23日のハンガリー動乱記念日での非合法集会、ルーマニアのチャウシェスク共産党政権によるハンガリー少数民族村の破壊抗議デモ、共産党政権によって進められたドナウ川景観地のダム建設反対運動、プラハの春へのソ連軍介入抗議デモ（プラハ）などに参加した。特に1989年6月にナジ元首相の葬儀において、幹部のオルバーン・ヴィクトルが、ソ連軍の駐留と、ハンガリー社会主義労働者党（共産党）による一党独裁を批判した演説は有名である。新政党や復活した歴史的政党が共産党との間で議会制民主主義への移行を議論した円卓会議では、オルバーンの他、フォドル・ガーボル（のちに離党）、クヴェール・ラースロー（のちの国会議長）らが代表として参加した。当時は同様に強い反共主義を掲げていた自由民主同盟（SZDSZ）を支持し、1989年11月にポジュガイ・イムレ（社会党）の大統領選出を防いだ国民投票に協力、1990年の社会主義体制終焉後初の国会選挙でも自由民主同盟と選挙協力を行って国会に議席を得た。

### 野党時代（1990年-1998年）
1990年以降のハンガリー民主フォーラム（MDF）らによる右派政権期には野党となったが、1990年9月の地方自治体選挙で躍進した。同年10月の大幅なガソリン値上げ発表に端を発するタクシー・トラック運転手らによるバリケード事件では、MDF政権の打倒を目指す最大野党自由民主同盟の姿勢とは一線を画した。その後も、対立するMDFと自由民主同盟の協調を訴えた。この与野党協調を訴える姿勢、若者による政党という新鮮さに加えて、共産党時代の旧共産党機関紙はじめ社会党支持メディアまでがフィデスを支持したことも手伝い、1993年まで国民の非常に高い支持を得た。1992年に自由主義インターナショナルに加盟した。
しかし、次期選挙に備えるため政党としての体制を構築していく過程で、1993年に35歳としていた入党年齢制限を廃止、党首制の導入を決定、オルバーンが党首に選出される中、自由民主同盟に近い立場にあったフォドルら数名の議員が離党し、一部は後に自由民主同盟に移った。フォドル派議員・党員の離党は、それまでフィデスを支持していた旧共産党系主要メディアが一挙にフィデス離れを起こすきっかけとなり、フィデスは大きく支持を下げた。
1994年議会選挙でも再度自由民主同盟との選挙協力を行ったが、自由民主同盟の社会党との接近が進行しており、相互に不信感を抱えての選挙協力となった。選挙後、過半数を得て選挙に大勝した社会党が自由民主同盟に連立を呼びかけ、自由民主同盟がこれを受け入れたため、フィデスと自由民主同盟の協力関係は消滅した。その後、フィデスは1994年秋の地方自治体選挙で右派のMDFやキリスト教民主人民党（KDNP）と協力関係を結び、1995年からは明白に右派・保守主義政党に転換、党名をフィデス＝ハンガリー市民党に変更した。自由民主同盟との決別は、ハンガリーのリベラル支持層を二分し、ハンガリー政界の左右二分極化を進行させた。
その後、フィデスはKDNPの党内対立による分裂を受け、同党を吸収、他の右派政党との協力関係を結ぶなどして、右派の中心政党となった。

### 第1次オルバーン政権（1998年-2002年）
ホルン・ジュラ首相率いる社会党政権（1994年から1998年まで）は、連立による議席3分の2以上の多数と、共産党時代から続く左派メディアの圧倒的な支持を背景に、大規模な民営化、経済自由化を推進したが、これを利用した与党関係者による汚職が横行し、利権に絡む経済犯罪や爆弾事件の多発など治安の悪化を招いた。さらに、ボクロシュ・ラヨシュ財務大臣により進められたられた大幅な財政赤字改善のための緊縮政策も、国民の不評を買った。こうした国民の不満に加え、テレビ討論における若いオルバーン党首の新鮮な印象が功を奏し、1998年選挙では社会党有利とする事前予想を覆してフィデスが勝利、独立小農業者党やハンガリー民主フォーラムとともに組閣し、オルバーン党首が首相に就任した。オルバーン政権は、社会党政権時代の民営化政策を見直し、中小企業育成などの産業振興政策（セーチェーニ・プラン）、悪化していた治安の回復、若年夫婦の住宅取得・学生の学費信用取得制度導入、国外ハンガリー少数民族への支援法案（ステータス法）制定などを行った。ハンガリーのNATO加盟を果たし、EU加盟に向けた交渉も進められた。これら政策への評価によって、2002年選挙ではハンガリー民主フォーラムと選挙連合を結んだフィデスの勝利が予想されていたが、野党社会党・自由民主同盟も強力な政権批判キャンペーンを展開、国を二分する激しい選挙戦が繰り広げられ、労働者の最低賃金引き上げ、公務員の給与引き上げなどポピュリスト的なバラマキ政策を掲げたメッジェシ・ペーテル率いる社会党に僅差で敗れ、下野した。
2000年には自由主義インターナショナルを脱退し、欧州人民党に参加した。

### 野党時代（2002年-2010年）
2002年選挙での敗北を受けて2003年に政党名を再び変更し、現在のフィデス＝ハンガリー市民同盟となった。2004年の欧州議会議員選挙では支持を盛り返し、社会党に勝利した。2005年には社会党と自由民主同盟の対立の間隙を縫い、ショーヨム・ラースローを大統領とすることに成功した。しかし2006年議会選挙では、ジュルチャーニ・フェレンツを新たな首相とした社会党に追い上げられ接戦となり、社会党と選挙公約を争って乱発しあったが、再び敗北した。
ところが2006年秋、選挙で勝利するために「国民に嘘を言い続けていた」と語った社会党のジュルチャーニ・フェレンツ首相による党内部演説が暴露され、大規模なジュルチャーニ首相辞任要求・反社会党政権暴動・抗議デモが発生した。社会党政権は10月23日のジュルチャーニ首相辞任要求デモでも、警官隊を導入しデモを武力鎮圧し、平和的なデモ参加者の間で多数の負傷者を発生させ、国内外で大きな反発を受けた。フィデスはこの事件直後の地方自治体選挙で歴史的大勝を果たし、その後も社会党政権による相次ぐ汚職事件によって高い支持率を維持した。

### 第2次オルバーン政権（2010年-）
フィデスは（国民議会の）任期満了によって実施された2010年の国民議会選挙で、キリスト教民主人民党（KDNP）との連合で3分の2を超える議席を得て圧勝し、政権に返り咲いた。10月に行われた地方選挙でも、首都ブダペストを初めとする全ての県議会で過半数の議席を得て圧勝した。ブダペスト市長選では、フィデス候補であるタルローシュが社会党の候補を大差で破り当選を果たした。
政権発足後は、3分の2を超える議席数を背景に、国会議員定数の大幅削減（386→199）、地方議員定数削減、国外のハンガリー系住民への二重国籍付与、憲法裁判所の機能縮小、メディア法など憲法改正を含めた約500件の法律を制定。同時に省庁の削減（13→8）と地方に与えられていた権限を国に移管するなどの中央集権的な制度も確立させた。2011年4月にはハンガリー基本法（憲法）を可決させたが（ハンガリーでは民主化後も1949年に制定された独裁体制時代の憲法の条文を改正しただけで、民主主義体制で新憲法を持たない状態が続いていた）、野党や一部の国民からは議論が不十分で起草からわずか11ヶ月で採択されたことに対する不満の声も挙がった。また内容についても、前文でキリスト教と聖王冠について扱ったことや憲法裁判所の機能縮小、国境外ハンガリー人の権利保護が明記されたことに批判が集中した。
フィデスの政権運営に対しては、社会党などの野党と、これを支持するメディアだけでなく、欧州中の一部メディアや政治家からの強い批判を受けた。しかし国民の間では、ジュルチャーニ社会党政権の失政、とりわけ2006年の「嘘発言」とその後の暴動への対応、社会党幹部議員などによる相次ぐ汚職をめぐっての不信感・嫌悪感が根強く継続し、フィデス政権は高い支持率を維持した。
国民議会の任期満了によって行われた2014年4月の国民議会選挙では、社会党などの野党は選挙連合を組んで対抗したが、フィデスがKDNPとの連合で199議席中133議席（政党票44.87％）を得て圧勝し、党として初めて政権維持に成功した。
2019年、ハンガリーにおける司法やメディアへの介入が批判される中、欧州議会で所属していた会派、欧州人民党から党の意思決定に関わることや役職への立候補を禁じる処分を受ける。こうした溝は解消されず、2021年3月にフィデスは欧州人民党からの離脱を表明した。

## 特徴
フィデスの支持は、生活水準が高い国内西部の諸県、中部のバーチ・キシュクン県、東部のハイドゥー・ビハール県、ブダペスト市西部、年齢的には40歳代以上、地方主要都市などにおいて高い。1990年から1994年まで与党であったハンガリー民主フォーラム、キリスト教民主人民党、独立小農業者党らの支持層を基本的に継承している。冷戦終結直後、フィデスは自由民主同盟と協力関係にあったが、自由民主同盟がフィデスを自党の青年団体であるかのようにみなす言動にフィデスが反発するなど、緊張関係も見られた。冷戦時代の反体制活動家や知識人を中心に結成された自由民主同盟が、ハンガリーの民族主義を警戒する社会民主主義的政党であったのに対し、若い法律家や経済学者によって結成されたフィデスは、反共主義（反社会党）を党是とした。このため1994年に自由民主同盟が社会党と組んで決別して以降、フィデスは民族主義、保守主義、キリスト教民主主義という右派色をより強く打ち出していった。
ハンガリーでは民主化以降、旧共産党（現社会党など）の左派と、連立を組んだ自由民主同盟のリベラル勢力に対し、かつてのハンガリー民主フォーラムや独立小農業者党、現在はフィデスが代表する右派との間で、国を二分する激しい政治対立が存在している。また近年では反移民、反自由主義的な強権的政策を執るフィデス政権へのハンガリー国内外からの批判（左派・リベラルだけでなく中道派や穏健右派からも）が一層激しさを増している。

## 主要選挙における党勢推移

### 国民議会選挙
| 選挙                  | 得票数    | 得票率 | 議席数    | 備考             |
| --------------------- | --------- | ------ | --------- | ---------------- |
| 1990年選挙（386議席） | 439,649   | 8.95%  | 21 / 386  |                  |
| 1994年選挙（386議席） | 379,344   | 7.02%  | 20 / 386  |                  |
| 1998年選挙（386議席） | 1,340,826 | 29.48% | 148 / 386 |                  |
| 2002年選挙（386議席） | 2,306,763 | 41.07% | 188 / 386 | MDFとの選挙連合  |
| 2006年選挙（386議席） | 2,272,979 | 42.03% | 164 / 386 | KDNPとの選挙連合 |
| 2010年選挙（386議席） | 2,706,292 | 52.73% | 262 / 386 | KDNPとの選挙連合 |
| 2014年選挙（199議席） | 2,142,142 | 43.55% | 133 / 199 | KDNPとの選挙連合 |
| 2018年選挙（199議席） | 2,824,206 | 49.27% | 133 / 199 | KDNPとの選挙連合 |
| 2022年選挙（199議席） | 3,060,706 | 54.13% | 135 / 199 | KDNPとの選挙連合 |

注：得票数は比例代表

### 欧州議会選挙
| 選挙                 | 得票数    | 得票率 | 議席数  | 備考             |
| -------------------- | --------- | ------ | ------- | ---------------- |
| 2004年選挙（24議席） | 1,457,750 | 47.40% | 12 / 24 |                  |
| 2009年選挙（22議席） | 1,632,309 | 56.36% | 14 / 22 | KDNPとの選挙連合 |
| 2014年選挙（21議席） | 1,193,991 | 51.48% | 12 / 21 | KDNPとの選挙連合 |
| 2019年選挙（21議席） | 1,824,220 | 52.56% | 13 / 21 | KDNPとの選挙連合 |

出典：1990年-2010年議会選挙と2004年-2009年欧州議会議員選挙は“中東欧・旧ソ連諸国の選挙データ「ハンガリー」選挙結果”。2014年議会選挙は“ORSZÁGGYŰLÉSI KÉPVISELŐK VÁLASZTÁSA 2014. április. 6”、同年の欧州議会議員選挙は“AZ EURÓPAI PARLAMENT TAGJAINAK 2014. ÉVI VÁLASZTÁSA 2014. május 25.”。2022年議会選挙は"ORSZÁGGYŰLÉSI KÉPVISELŐK VÁLASZTÁSA 2022"、2019年欧州議会議員選挙は"AZ EURÓPAI PARLAMENT TAGJAINAK 2019. ÉVI VÁLASZTÁSA"。